# أميريتيست
أميريتسيت (Ameritest) هي شركة دولية لبحوث الإعلان تتخذ من ألباكركي، نيومكسيكو (Albuquerque, New Mexico) مقرًا لها، وتقدم هذه الشركة لعملائها بحوث سوق عالمية تتناول أفكارها وإنجازاتها الإعلانية.
تأسست هذه الشركة في عام 1990 في شيكاغو، إلينوي (Chicago, Illinois) على يد تشارلز أي يونغ (Charles E. Young). وتستخدم أميريتيست، قسم أبحاث تشارلز يونغ الحاصل على دكتوراه في إدارة الأعمال، طرقًا بصرية كثيرة أو الإجراءات اللالفظية لقياس الإعلان في مجموعة من وسائل الإعلام من بينها التلفاز والإعلام المطبوع والطلب الفوري والتعبئة والتغليف والإنترنت ووسائل الترفيه عالية الجودة.

## النماذج الاسترشادية
من أول الأدوات التي اعتمدت عليها الشركة في توضيح كيفية نجاح الدعاية هي النماذج الاسترشادية التي أعدها يونغ. والهدف من استخدام هذه النماذج هو جذب الانتباه إلى تعلم كيف يؤتي الإعلان ثماره المرجوة منه، وما هي الأسباب التي تؤدي إلى نجاح إعلان وفشل آخر، وذلك بهدف تحسين أو تجويد الأداء الإعلاني. وهذه النماذج مقسمة إلى تدرج هرمي في محاولة لسد الفجوة بين نظم بطاقة التقرير والنظم التصحيحية.
ونظرًا لتبني أميريتيست لنظام الاختبار المسبق أو نظام اختبار الإعلانات المنشودة فإن نموذجها الإعلاني يرمي إلى شرح كيفية إدراك الجمهور لوسائل الإعلام الحركية بما في ذلك التلفاز والسينما ووسائل الإعلام عبر الإنترنت وغيرها من صور الترفيه عالية الجودة. ويُعنى نموذج الإعلام المطبوع بمناقشة الإعلام المطبوع بما في ذلك الصحف والمجلات والطلب الفوري والكتالوجات والإعلانات الخارجية.

## الجوائز
فازت شركة أميريتيست بجائزة ديفيد أوجيلفي البحثية (David Ogilvy Research Awards) ست مرات منها جائزة كبرى حصلت عليها تكريمًا لدورها في حملة «صندوق الرسائل الأزرق» التي قامت بها لصالح شركة IBM.